# 토커이

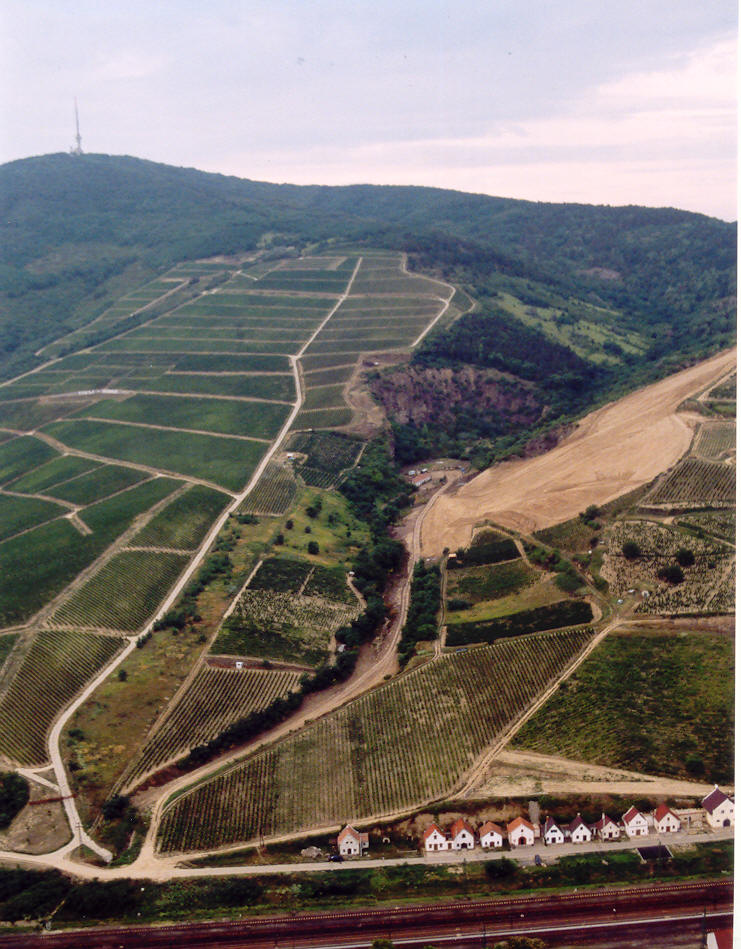
하늘에서 내려다 본 토커이의 포도밭

토커이(헝가리어: Tokaj)는 헝가리 북동부 보르쇼드어버우이젬플렌 주에 위치한 도시로, 면적은 28.2km2, 인구는 5,009명(2001년 기준), 인구 밀도는 177.62명/km2이다. 티서강 유역과 접하며 토커이 와인으로 유명한 도시이다.